# Helgesta församling
Helgesta församling var en församling i Strängnäs stift och i Flens kommun i Södermanlands län. Församlingen uppgick 1995 i Helgesta-Hyltinge församling.

## Administrativ historik
Församlingen har medeltida ursprung och var till 1995 moderförsamling i pastoratet Helgesta och Hyltinge. Församlingen uppgick 1995 i Helgesta-Hyltinge församling.

## Kyrkor
- Helgesta kyrka